# Edward William Cooke
Pour les articles homonymes, voir Cooke.
Edward William Cooke (27 mars 1811 à Pentonville– 4 janvier 1880) est un peintre anglais.

## Biographie
Cooke est né à Pentonville, à Londres, fils du célèbre graveur au trait George Cooke ; son oncle, William Bernard Cooke (1778-1855), était également un graveur au trait de renom, et Edward a été élevé en compagnie d'artistes. Il était un dessinateur précoce et un graveur habile dès son plus jeune âge, affichant une préférence égale pour les sujets marins (en particulier les voiliers) et publia son Shipping and Craft - une série de gravures accomplies - à l'âge de 18 ans, en 1829. Il a bénéficié des conseils de nombreux associés de son père, notamment Clarkson Frederick Stanfield (dont il est devenu le principal adepte de la marine) et David Roberts. Cooke a commencé à peindre à l'huile en 1833, a pris des leçons formelles avec James Stark en 1834 et a exposé pour la première fois à la Royal Academy et à la British Institution en 1835, date à laquelle son style était essentiellement formé.
Il est remarquable que ses rares dessins de navires, de bateaux et de vues côtières apparaissent dans les albums d'enfance d'Edward William Cooke depuis l'âge de quatre ans. Nombre de ses premiers dessins semblent privilégier les paysages pastoraux hollandais et les sujets animaliers. Nombre de ses dessins sont influencés par Nicolaes Berchem, Paulus Potter ou Karel Dujardin.
Il a continué à voyager et à peindre avec beaucoup d'ardeur dans son pays et à l'étranger, assouvissant son amour pour les artistes de la marine hollandaise du XVIIe siècle lors d'une visite aux Pays-Bas en 1837. Il y retourne régulièrement au cours des 23 années suivantes, étudiant les effets du paysage côtier et de la lumière, ainsi que les œuvres des maîtres anciens du pays, ce qui donne lieu à des tableaux très réussis. Parmi celles-ci, citons Beaching a Pink at Scheveningen (National Maritime Museum, Londres), qu'il expose en 1855 à la Royal Academy, dont il est membre depuis 1851. Il poursuit ses voyages en Scandinavie, en Espagne, en Afrique du Nord et surtout à Venise. En 1858, il est élu à la National Academy of Design en tant qu'académicien honoraire.
Cooke était « particulièrement attiré par l'île de Wight, et lors de sa visite formatrice de 1835, il a fait une étude approfondie de ses bateaux de pêche et de ses casiers à homards ; il a surtout apprécié les plages parsemées de rochers de toutes sortes, de matériel de pêche, de brise-lames et de petites jetées en bois ».
Il s'intéressait également beaucoup à l'histoire naturelle et à la géologie, étant membre de la Linnean Society of London, de la Société géologique de Londres et de la Zoological Society, ainsi que de la Society of Antiquaries of London. Dans les années 1840, il a aidé son ami, l'horticulteur James Bateman, à aménager et à concevoir les jardins de Biddulph Grange dans le Staffordshire, en particulier les orchidées et les rhododendrons. Ses intérêts pour la géologie en particulier lui ont valu d'être élu membre de la Royal Society en 1863 et de devenir membre de la Royal Academy l'année suivante.
En 1842, John Edward Gray a nommé une espèce de boa, Corallus cookii, en l'honneur de Cooke.

## Œuvres
Au musée des beaux-arts de Rouen  : 
- La Rue de la Tuile à Rouen (1833)

Au Canada
- Le Mont Saint-Michel, (1843?), Musée national des beaux-arts du Québec[1]

Aux États-Unis:
- Venise au crépuscule, (1864), Clark Art Institute

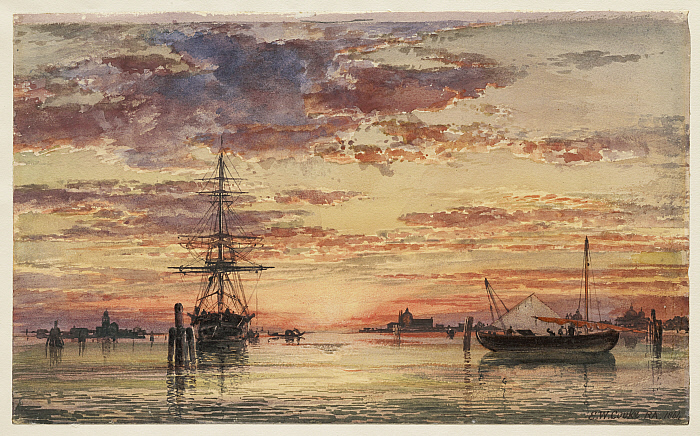
Venise au crépuscule, 1864, aquarelle et gouache, 19.7 x 32.2 cm, Clark Art Institute